# Grenze zwischen Estland und Lettland

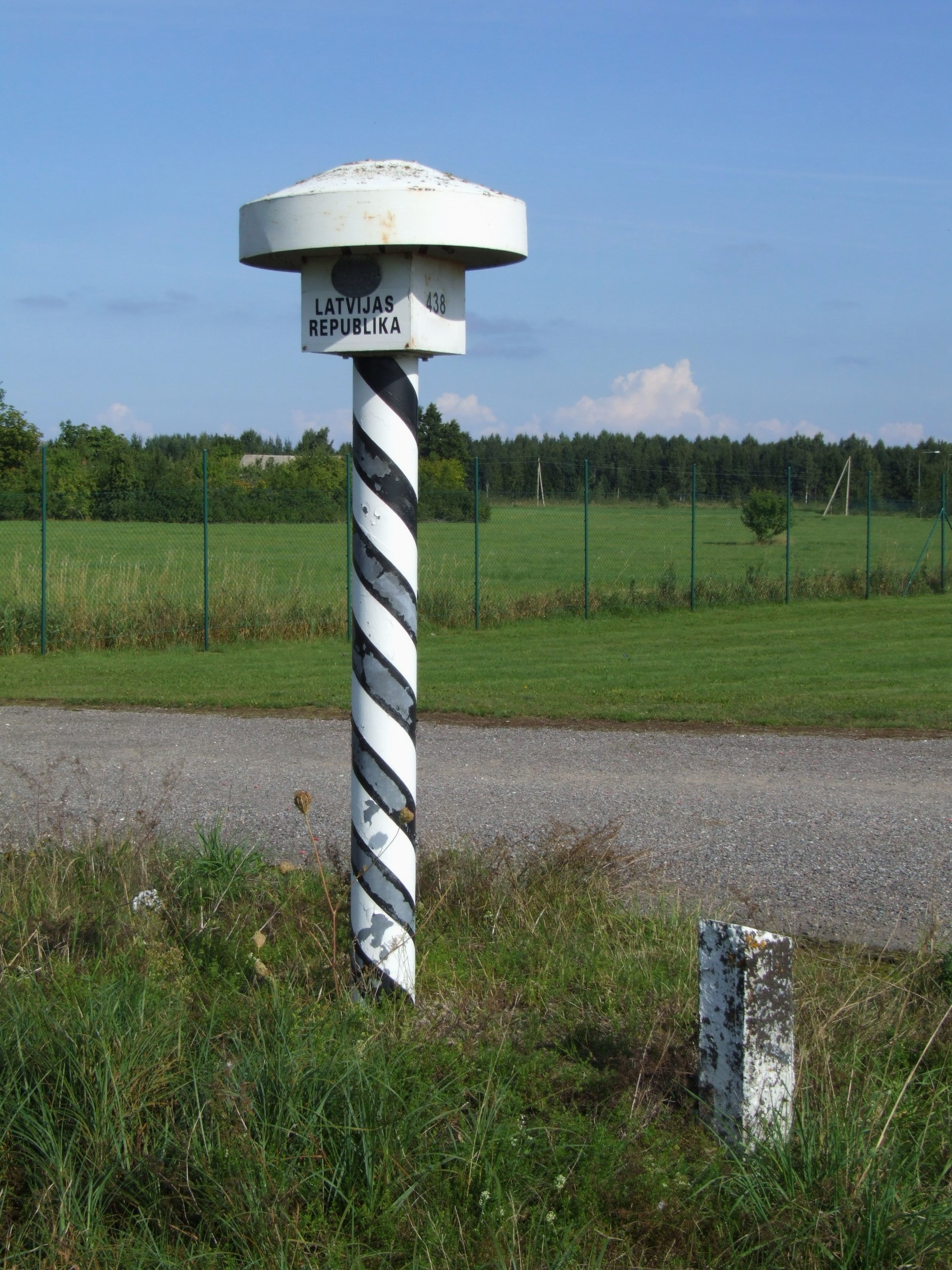
Grenzpfahl an der lettisch-estnischen Grenze …

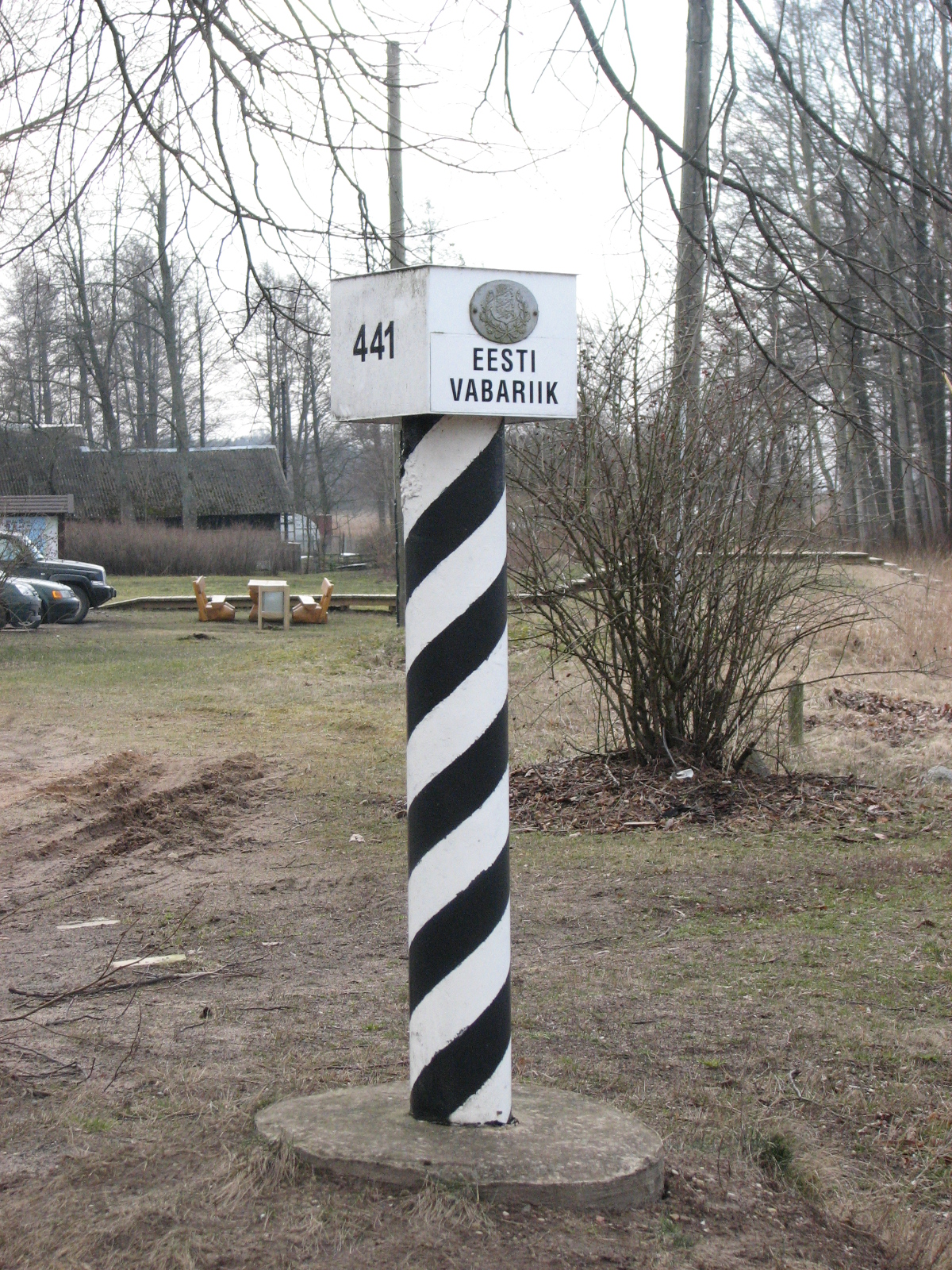
… und an der estnisch-lettischen Grenze

Die Grenze zwischen Estland und Lettland ist 544 Kilometer lang, davon 339 Kilometer Landgrenze und 205 Kilometer Seegrenze. Nach der Wiederherstellung der Republiken Lettland und Estland wurde am 20. März 1992 in Valga ein Abkommen über die Staatsgrenze vereinbart und am 9. Juni 1992 in Riga ratifiziert. Größtenteils wurde der Grenzverlauf zwischen den ehemaligen Republiken der Sowjetunion, der Lettischen SSR und der Estnischen SSR, beibehalten. Die technische Durchführung wurde 1999 abgeschlossen.
Die Grenze beginnt am Dreiländereck von Estland, Lettland und Russland westlich von Stuborova, 80 m nordöstlich der Mündung Laikupe/Lätioja in die Pededze 
und erstreckt sich bis zur Ostseeküste, wo sie am Strand zwischen Ainaži (deutsch Hainasch) und Ikla (deutsch Ikel) endet. Die gemeinsame Grenze der Hoheitsgebiete endet 22,2 Kilometer westlich in der Ostsee. Die ungewöhnlich lange Seegrenze ergibt sich, da sie südwestlich in Gewässermitte um die jetzt zu Estland gehörende Insel Ruhnu herum führt. Im Seegebiet südsüdöstlich der Insel liegt das Schutzgebiet Gretagrund (estnisch Gretagrundi hoiuala).
Da beide Staaten der Europäischen Union und dem Schengener Abkommen angehören, ist die Grenze für den Verkehr nur bei der Beachtung abweichender Straßenverkehrsvorschriften von Bedeutung.

## Geschichte
Die baltischen Länder waren schon lange begehrte Territorien für ihre wechselnden Nachbarn. Daher veränderten sich Zugehörigkeiten und Grenzverläufe häufig. Nach dem Zerfall der Sowjetunion erkämpften beide Länder ihre Unabhängigkeit und bildeten moderne Staaten mit einer friedlich vereinbarten Grenze, die nach dem Beitritt in die Europäische Union nur noch administrative Bedeutung hat.

## Grenzübergänge
Zwischen 1991 und 2007 gab es Grenzkontrollen zwischen den Ländern, die aufgegeben wurden, nachdem beide Staaten im Dezember 2007 dem Schengener Abkommen beitraten, wodurch ein uneingeschränkter Grenzübertritt ermöglicht wurde.
Ein unkontrollierter Übergang zwischen beiden Ländern ist an jedem begehbaren Punkt möglich. Markierungen durch Grenzpfähle oder Hinweisschilder am Straßenrand gibt es außerhalb dicht besiedelter Gebiete und Hauptverkehrswegen nur in größeren Abständen. Nur an weniges Stellen sind noch Reste von Grenzbefestigungen erkennbar.
Die Liste dokumentiert eine vergangene Situation, markiert aber Übergänge, die verkehrstechnisch für den internationalen Verkehr, von touristischer oder historischer Bedeutung sind.
| Lettland                                     | Lettland                                    | ⇄                                           | Estland                                     | Estland                                           | Position                         |
| -------------------------------------------- | ------------------------------------------- | ------------------------------------------- | ------------------------------------------- | ------------------------------------------------- | -------------------------------- |
| Ainaži (deutsch Hainasch), Bezirk Salacgrīva |                                             | [ Anm. 5 ]                                  | 19331                                       | Ikla (deutsch Ikel), Kreis Pärnu (deutsch Pernau) | 57° 52′ 28,4″ N, 24° 21′ 40,2″ O |
| Ainaži (deutsch Hainasch), Bezirk Salacgrīva | A1 · E67                                    | [ 5 ]                                       | M4 · E67                                    | Ikla (deutsch Ikel), Kreis Pärnu (deutsch Pernau) | 57° 52′ 28,3″ N, 24° 22′ 53″ O   |
| Virķēni, Bezirk Rūjiena                      | V 164 V 170                                 |                                             | 302                                         | Jäärja, Kreis Pärnu                               | 58° 0′ 53,4″ N, 25° 0′ 33,1″ O   |
| Sutas, Ipiķu pagasts                         | V 73                                        | [ Anm. 6 ]                                  | 55                                          | Viljandi bei Mõisaküla                            | 58° 4′ 42,8″ N, 25° 11′ 26,8″ O  |
| Sutas, Ipiķu pagasts                         | [ Anm. 7 ]                                  | [ Anm. 7 ]                                  | [ Anm. 7 ]                                  | Viljandi bei Mõisaküla                            | 58° 4′ 59,9″ N, 25° 11′ 41,3″ O  |
| Laksti, Bezirk Rūjiena                       | V 175                                       |                                             | 203                                         | Laatre, Kreis Viljandi                            | 57° 59′ 29,3″ N, 25° 17′ 15,4″ O |
| Arakste, Lodes pagasts                       | V 176                                       |                                             | 201                                         | Penuja, Kreis Viljandi                            | 58° 2′ 19,9″ N, 25° 21′ 26,2″ O  |
| Valmiera, Ķoņu pagasts                       | P17                                         |                                             | 54                                          | Lilli, Karksi-Nuia, Kreis Viljandi                | 57° 58′ 48,6″ N, 25° 28′ 43,2″ O |
| Omuļi, Bezirk Valka                          | V 256                                       |                                             | 23202                                       | Holdre, Kreis Valga                               | 57° 55′ 0″ N, 25° 45′ 23,6″ O    |
| Valka (deutsch Walk), Bezirk Valka           | A6                                          |                                             | M6                                          | Valga, Kreis Valga                                | 57° 47′ 24,9″ N, 26° 1′ 58,5″ O  |
| Valka (deutsch Walk), Bezirk Valka           |                                             | [ Anm. 9 ]                                  |                                             | Valga, Kreis Valga                                | 57° 46′ 29,4″ N, 26° 1′ 37,3″ O  |
| Valka (deutsch Walk), Bezirk Valka           | [ Anm. 10 ]                                 | [ Anm. 10 ]                                 | [ Anm. 10 ]                                 | Valga, Kreis Valga                                | 57° 46′ 7,8″ N, 26° 1′ 25,9″ O   |
| Lejaskrogs, Bezirk Alūksne                   | V 372                                       |                                             | 23113                                       | Tsirgumäe (deutsch Vogelberg), Kreis Valga        | 57° 34′ 48,9″ N, 26° 21′ 45,5″ O |
| Ape, Bezirk Ape                              | P19                                         | [ Anm. 11 ]                                 | 68                                          | Vastse-Roosa, Mõniste                             | 57° 33′ 11,8″ N, 26° 39′ 59,1″ O |
| Peļļupīte, Bezirk Ape                        | [ Anm. 12 ]                                 | [ Anm. 12 ]                                 | [ Anm. 12 ]                                 | Paganamaa, Kreis Võru                             | 57° 35′ 0,4″ N, 26° 50′ 7,4″ O   |
| Viļņi, Veclaicenes pagasts                   | V381                                        |                                             | 25108                                       | Paganamaa, Kreis Võru                             | 57° 36′ 16″ N, 26° 51′ 39,8″ O   |
| Rulles Veclaicene pagasts, Bezirk Alūksne    |                                             |                                             | 25195                                       | Kilomanil, Haanja, Kreis Võru                     | 57° 36′ 16,4″ N, 27° 0′ 46″ O    |
| Veclaicene, Veclaicenes pagasts              | A2 · E77                                    | [ Anm. 13 ] [ 7 ]                           | M7 · E77                                    | Murati, Gemeinde Haanja, Kreis Võru               | 57° 34′ 52,6″ N, 27° 2′ 48,5″ O  |
| Sirseņi, Bezirk Alūksne                      | V 391                                       |                                             | 25177                                       | Rammuka, Kreis Võru                               | 57° 33′ 15,6″ N, 27° 13′ 22,4″ O |
| Dreiländereck Estland - Lettland - Russland  | Dreiländereck Estland - Lettland - Russland | Dreiländereck Estland - Lettland - Russland | Dreiländereck Estland - Lettland - Russland | Dreiländereck Estland - Lettland - Russland       | 57° 31′ 5″ N, 27° 21′ 5″ O       |

## Wirtschaft
Seit dem Beitritt zur EU gibt es zwischen beiden Ländern keine Zollgrenze mehr, was den Warenaustausch erheblich erleichtert. Bei den Verbraucherpreisen gibt es nur geringe Unterschiede. Lediglich für alkoholische Getränke fahren die Esten gerne zum Einkauf nach Lettland, wo in Grenznähe seit 2016 zahlreiche Spezialgeschäfte eröffnet haben. Selbst Finnen, die zuvor ihren Alkoholbedarf in Estland deckten, reisen mitunter bis nach Lettland zum Einkauf.

### Wirtschaftsmigration
Nach dem Beitritt Lettlands und Estlands zur Europäischen Union ist in den Grenzregionen eine Bevölkerungswanderung zu beobachten, deren allgemeine Richtung nach Norden zielt. So wandern estnische Bürger auf der Suche nach Arbeit aus ländlichen Gebieten in Südestland in die Nachbarschaft von Tallinn und Tartu und von dort nach Finnland ab. Ihre Arbeitsplätze werden von Einwohnern der lettischen Grenzgemeinden übernommen, da in Lettland der Lebensstandard und die soziale Sicherheit niedriger sind als in Estland.